# Ủy ban Quốc gia Liên Xô về Điện ảnh
Ủy ban Quốc gia Liên Xô về Điện ảnh (tiếng Nga: Государственный комитет по кинематографии СССР, tắt: Госкино/Goskino) là cơ quan chuyên trách quản lý lĩnh vực Điện ảnh của Liên bang Cộng hòa Xã hội Chủ nghĩa Soviet (1917-1991).

## Chủ tịch
- 1963 - 1972: Aleksey Romanov
- 1972 - 1986: Filipp Yermash